# Caprella scaura
Caprella scaura är en kräftdjursart som beskrevs av Robert Templeton 1836. Caprella scaura ingår i släktet Caprella och familjen Caprellidae. Inga underarter finns listade i Catalogue of Life.